# Roßauer Lände (metropolitana di Vienna)
Roßauer Lände  è una stazione della linea U4 della metropolitana di Vienna situata nel 9º distretto. 

## Descrizione
La stazione ha due binari esterni e si trova nella sezione della galleria parallela al Donaukanal, tra Mosergasse e il ponte pedonale Siemens-Nixdorf.
All'uscita di Grünentorgasse è ancora conservato l'edificio della reception in stile Otto Wagner, che può essere raggiunto dall'area dei binari solo attraverso una scala fissa. La stazione dispone di altri due ingressi privi di barriere architettoniche, uno dei quali all'estremità settentrionale dei binari e conduce alla Seegasse tramite un ascensore. La seconda uscita conduce dalla piattaforma laterale in direzione di Heiligenstadt alla passerella lungo il Donaukanal ed è accessibile a livello del suolo. Entrambi gli accessi sono stati ristrutturati all'inizio degli anni 2000.

## Storia

### Stadtbahna vapore
La stazione fu realizzata nel contesto della linea Donaukanal della Stadtbahn (ferrovia urbana) a vapore di Vienna e nei progetti preliminari era identificata come Rossau o Elisabethquai. La stazione, progettata da Otto Wagner per conto della Commissione per i trasporti di Vienna, fu completata nel marzo 1900 ed entrò in esercizio il 6 agosto 1901 e rispondeva ai canoni archiettonici tipici delle stazioni progettate da Wagner, esteticamente più moderne delle stazioni ferroviarie sopraelevate ordinarie.
In seguito a una decisione del consiglio comunale del 1º maggio 1903, la stazione fu rinominata in Elisabethpromenade. Dopo la fine della monarchia, il 6 novembre 1919 la stazione assunse la denominazione attuale, anche se inizialmente solo sulla carta dato che la Stadtbahn a vapore aveva smesso di funzionare dall'8 dicembre 1918 per la carenza di carbone.

### Stadtbahnelettrificata e metropolitana
Nel 1923, il comune di Vienna prese in carico dallo Stato la Stadtbahn, ad eccezione della linea suburbana, e la riconvertì nella nuova Stadtbahn elettrificata. Dopo un'interruzione del servizio durata quasi otto anni, il 20 ottobre 1925 la stazione di Roßauer Lände riprese a funzionare come fermata delle linee DG, GD e WD fino al 31 marzo 1978.
Dal 3 aprile 1978, con l'entrata in esercizio del prolungamento della linea U4 tra Friedensbrücke e Karlsplatz, la stazione è diventata operativa come fermata della metropolitana.

## Ingressi
- Roßauer Lände
- Seegasse
- Promenadenweg